# Hemicyclophora abberans
Hemicyclophora abberans är en rundmaskart. Hemicyclophora abberans ingår i släktet Hemicyclophora och familjen Criconematidae. Inga underarter finns listade i Catalogue of Life.